# Groton School

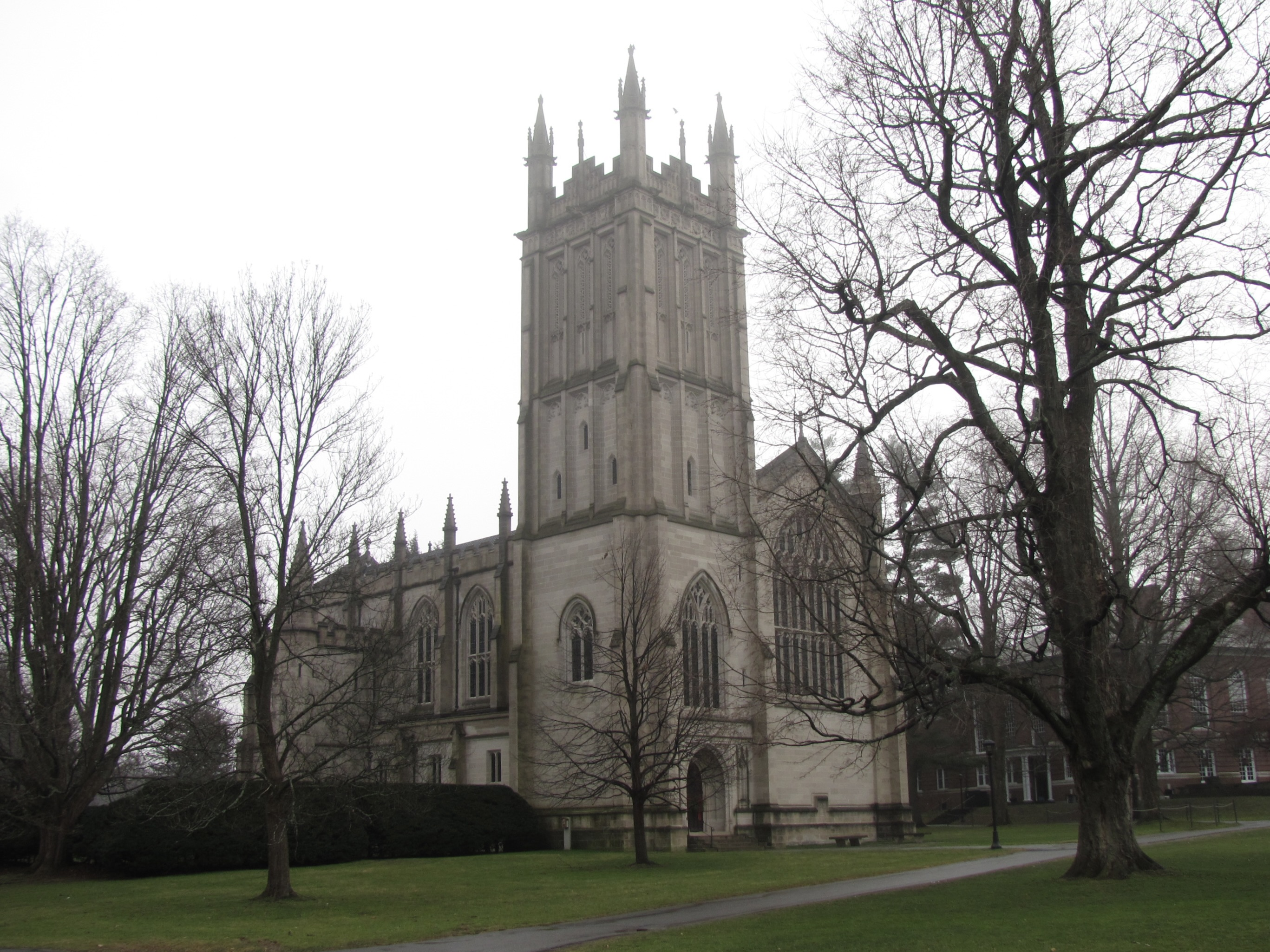

La Groton School est une école privée épiscopalienne située à Groton, dans le Massachusetts (États-Unis). Environ 350 élèves des deux sexes sont inscrits dans cet établissement de l'enseignement secondaire créé en 1884.

## Personnalités liées à l'établissement

### Élèves
- Franklin Delano Roosevelt, président des États-Unis
- Adrian S. Fisher
- Hiram Bingham IV
- William Payne Whitney